# Чётки Бейли

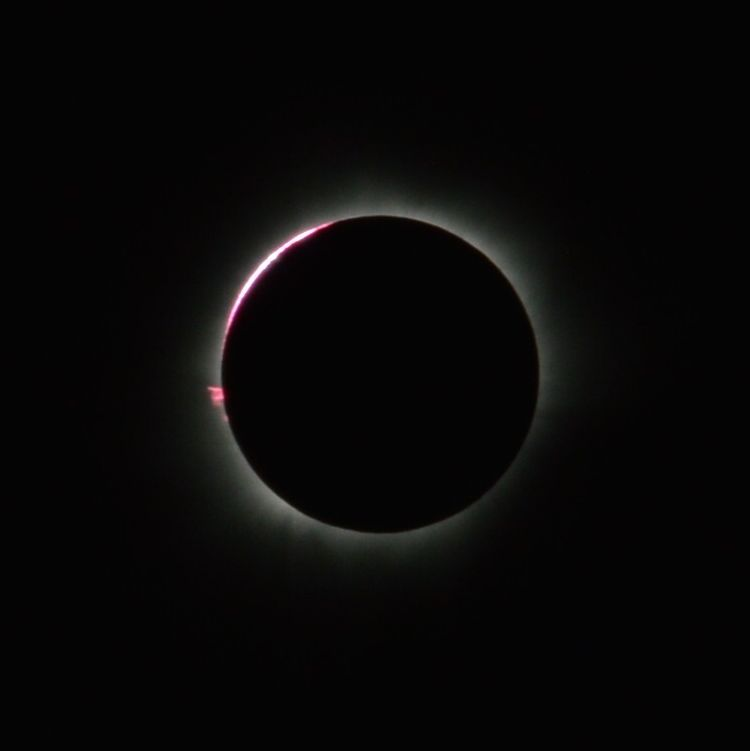
Чётки Бейли во время солнечного затмения 9 марта 2016 года

Чётки Бе́йли (англ. Baily's beads) — оптический эффект, возникающий в начале или в конце максимальной фазы полного солнечного затмения непосредственно после второго или непосредственно перед третьим касанием. Чётки Бейли — это последовательность ярких пятен вдоль лунного лимба, возникающих, когда солнечный диск почти полностью скрыт лунным, но всё же проглядывается между лунными горами или углублениями в центрах лунных кратеров, оказавшихся на тот момент на краю лунного диска. Выглядят как точки рубинового цвета. Хорошо видны только в бинокль или телескоп. Явление получило название в честь английского астронома Фрэнсиса Бейли, наблюдавшего его в 1836 году.
Чётки Бейли наблюдаются и при кольцеобразном солнечном затмении непосредственно после второго или непосредственно перед третьим касаниями.